# Тройбах
Тройбах (нем. Treubach) — коммуна (нем. Gemeinde) в Австрии, в федеральной земле Верхняя Австрия.
Входит в состав округа Браунау-на-Инне.  Население составляет 749 человек (на 15 мая 2001 года). Занимает площадь 13 км².

## Политическая ситуация
Бургомистр коммуны — Йохан Брукбауэр (АНП) по результатам выборов 2003 года.
Совет представителей коммуны (нем. Gemeinderat) состоит из 13 мест.
- АНП занимает 9 мест.
- АПС занимает 3 места.
- СДПА занимает 1 место.